# کوردنونس
کوردنونس (به ایتالیایی: Cordenons) یک کومونه در ایتالیا است که در استان پوردنونه واقع شده‌است.

## خصوصیات
کوردنونس ۵۶٫۸ کیلومترمربع مساحت و ۱۸٬۴۳۳ نفر جمعیت دارد و ۴۴ متر بالاتر از سطح دریا واقع شده‌است.